# Aleatorización mendeliana
En epidemiología, la aleatorización mendeliana es un método que usa la variación medida en genes con función conocida, para examinar el efecto causal que un factor de riesgo modificable tiene sobre una enfermedad, en estudios observacionales. El diseño fue propuesto por primera vez en 1986 y luego descripto por Gray y Wheatley como un método para obtener estimaciones no sesgadas de los efectos de una supuesta variable causal sin recurrir a la tradicional prueba controlada aleatorizada. Estos autores también acuñaron la locución aleatorización mendeliana. El diseño controla fuertemente la falacia Cum hoc ergo propter hoc y los factores de confusión, que a menudo obstaculizan o inducen a error a los estudios epidemiológicos.

## Motivación
Un objetivo importante de la epidemiología observacional es identificar causas modificables de enfermedades concernientes a la salud pública. Para tener evidencia firme de que una intervención proyectada tendrá el efecto beneficioso deseado en la salud pública, la asociación observada entre el factor de riesgo y la enfermedad debe implicar que el factor de riesgo agrava o causa la enfermedad.
Los éxitos bien conocidos incluyen los vínculos causales identificados entre el tabaquismo y el cáncer de pulmón, y entre la presión arterial y el infarto cerebral. Sin embargo, también ha habido fracasos notables cuando algunos factores identificados como de riesgo fueron luego demostrados como no causales en pruebas controladas aleatorizadas. Por ejemplo, se pensaba antes que la terapia de sustitución hormonal prevendría las enfermedades cardiovasculares, pero se sabe ahora que no ofrece tal beneficio y que podría empeorar la salud.
Los falsos hallazgos en epidemiología observacional son muy probablemente causados por factores de confusión sociales, conductuales, o fisiológicos, que son especialmente difíciles de medir con exactitud y difíciles de controlar. Además, muchos hallazgos epidemiológicos no se pueden reproducir en pruebas clínicas por razones éticas.

## Método de aleatorización
“La genética está en verdad en una situación privilegiada en cuanto la Providencia ha protegido al genetista de muchas de las dificultades de una comparación controlada confiable. Los distintos genotipos que pueden ser producidos por un mismo apareamiento han sido bellamente aleatorizados por el proceso meiótico. Es casi imposible un control más perfecto de las condiciones, que el de diferentes genotipos apareciendo en la misma camada.” — R.A. Fisher
La aleatorización mendeliana es un método que permite probar la existencia de, o en algunos casos evaluar, un efecto causal a partir de datos observacionales en presencia de factores de confusión. Usa los polimorfismos genéticos comunes con efectos bien conocidos sobre patrones de exposición (por ej., la propensión a beber alcohol) o efectos que imitan a los producidos por exposiciones modificables (por ej., colesterolemia aumentada). Es importante que el genotipo solo afecte el estado de la enfermedad indirectamente, por medio de su efecto en la exposición de interés.
Dado que los genotipos son asignados al azar cuando pasan de los progenitores a su descendencia durante la meiosis, si suponemos que la elección de una pareja no está asociada con el genotipo (panmixia), entonces la distribución de genotipos en la población debería ser independiente de los factores de confusión que típicamente arruinan las investigaciones epidemiológicas observacionales. A este respecto, la aleatorización medeliana puede ser vista como una prueba controlada “naturalmente” aleatorizada. Puesto que el instrumento es el polimorfismo, la aleatorización mendeliana depende de estudios previos de asociación genética (o de estudios de asociación del genoma completo) que hayan provisto genes como buenos candidatos para la respuesta a la exposición al factor de riesgo.

## Análisis estadístico
Desde el punto de vista de la estadística, la aleatorización mendeliana es una aplicación del método de variables instrumentales con el genotipo actuando como instrumento para la exposición de interés. El método ha sido usado también en investigaciones en economía, estudiando los efectos de la obesidad sobre los ingresos, y otros resultados del mercado laboral.
La exactitud de la aleatorización mendeliana depende de varios supuestos: que no hay relación directa entre la variable instrumental y las variables dependientes, y que no hay relación directa entre la variable instrumental y cualquier posible factor de confusión. Además de ser engañado por los efectos directos del instrumento sobre la enfermedad, el analista puede ser engañado también por el desequilibrio de ligamiento con variantes directamente causales no medidas, la heterogeneidad genética (similares fenotipos determinados por distintos genotipos), la pleiotropía (a menudo detectada como correlación genética —proporción de la varianza compartida por dos rasgos fenotípicos—), o la estratificación de la población (diferencia sistemática en la frecuencia alélica entre subpoblaciones en una población).

## Aplicaciones
Los análisis de aleatorización mendeliana (MR) se pueden aplicar para sugerir oportunidades de reutilización de medicamentos ya autorizados. En este sentido, el análisis de MR se centraría en genes susceptibles de ser utilizados como diana de fármacos ya aprobados o que se encuentran en la fase clínica de desarrollo. Esto podría servir como una estrategia eficiente y sólida para identificar nuevas oportunidades de reutilización de fármacos para prevenir las dificultades y mortalidad de muchísimas enfermedades, por ejemplo las causadas por la COVID-19. De hecho, ya se han puesto en marcha estudios para la reutilización de fármacos contra el SARS-CoV-2 basados en estos análisis de aleatorización medeliana que, centrándose en la identificación de eQTLs y pQTLs de genes sobre los que actúan medicamentos previos, proponen dianas altamente significativas  implicadas en la hospitalización por la enfermedad.

## Ejemplo
Se desea evaluar el efecto de la ingesta de alcohol sobre la hipertensión arterial, en la población japonesa. Otros estudios han informado que los valores menores de presión arterial correspondían a bebedores moderados, pero podría deberse a que las personas que saben que tienen o pueden tener alta presión arterial hayan dejado de beber (cum hoc ergo propter hoc), o que los que beben alcohol con moderación sean también moderados en otros aspectos que influyen en la presión arterial (factor de confusión). Se sabe además que entre los japoneses, el polimorfismo del gen ALDH2 está relacionado con la ingesta de alcohol pero no con la hipertensión arterial: los individuos con el genotipo ALDH2 *2*2 no pueden eliminar acetaldehído de su organismo, por lo que tienden a abstenerse de beber alcohol, existiendo entonces tres grupos respecto al consumo de alcohol: el de genotipo ALDH2 *1*1 (tendencia a beber a discreción), el de genotipo ALDH2 *1*2 (tendencia a beber con moderación) y el de genotipo ALDH2 *2*2 (tendencia a no beber). Luego, dicho genotipo se puede usar como variable instrumental, y, en un estudio de aleatorización mendeliana, se halla una relación casi directa entre el consumo de alcohol (indicado por el genotipo) y la presión arterial.